# Crónica de Pedro el Ceremonioso

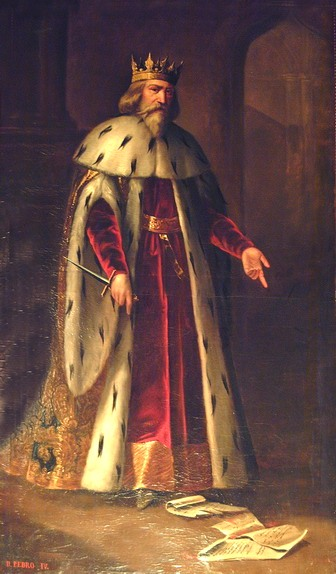
Pedro IV de Aragón, el Ceremonioso

La Crònica de Pere el Cerimoniós (Crónica de Pedro el Ceremonioso, en castellano) es la cuarta, y la más tardía, de las grandes crónicas en lengua catalana de los siglos XIII y XIV. Aunque se diferencia en muchas cosas de sus predecesoras, se parece a ellas en la medida que refleja fielmente el mundo de su tiempo.

## Autor y fecha
La crónica fue escrita por orden del rey Pedro el                                                                                                                                             Ceremonioso, gran reformador de la cancillería real. Abarca todo su reinado y el de su padre, el rey Alfonso el Benigno. La motivación principal que movió al rey Pedro a escribir la crónica fue el deseo de justificar su política.
La crónica se ha conservado en dos redacciones:
- La primera se terminó a finales de 1382 o principio de 1383.
- La segunda, datada hacia 1385 donde aparecen cambios de orden menor.

El análisis de la crónica muestra que, dejando a un lado el apéndice, la narración cubre el periodo comprendido entre 1319 y 1369. La mayoría de los estudiosos coinciden en afirmar que Pedro debió empezar a escribir la crónica hacia 1349. Posteriormente, habría contado con la colaboración de un equipo que trabajaría sobre un plan marcado por el propio soberano (los dos principales colaboradores de la obra fueron Bernat Descoll y Arnau de Torrelles).

## Argumento
El primer capítulo trata de unos episodios selectos de la vida de Alfonso el Benigno, padre de Pedro. Aunque se relatan algunos hechos anteriores, el capítulo comprende esencialmente el periodo entre 1319 y 1336.
El segundo se inicia con el ascenso al trono de Pedro y describe las primeras disensiones con sus tíos y con los representantes de Cataluña. Los hechos que se describen van desde 1336 a 1340.
El tercer capítulo, el más largo de todos, trata de un único tema: como el rey confiscó el reino de Mallorca y los condados continentales del Rosellón y de la Cerdaña.
El cuarto capítulo trata de las uniones formadas en Aragón y en Valencia contra Pedro. Se inicia en 1345 y termina en 1351.
El quinto empieza con las negociaciones, ya mentadas en el capítulo anterior, y con la decisión del rey de aliarse con Venecia.
El sexto está dedicado a los hechos de la guerra contra el rey Pedro I de Castilla y representa la última sección completa de la crónica.
El apéndice presenta problemas especiales: en conjunto no parece que sea una parte auténtica de la crónica. Cubre de forma desordenada una serie de hechos que van desde 1370 a 1385. También hay referencias a hechos sucedidos posteriormente a la muerte del monarca.